# Stipa cernua
Stipa cernua är en gräsart som beskrevs av George Ledyard Stebbins och Robert Merton Love. Stipa cernua ingår i släktet fjädergrässläktet, och familjen gräs. Inga underarter finns listade i Catalogue of Life.